# Singel 166 (Amsterdam)

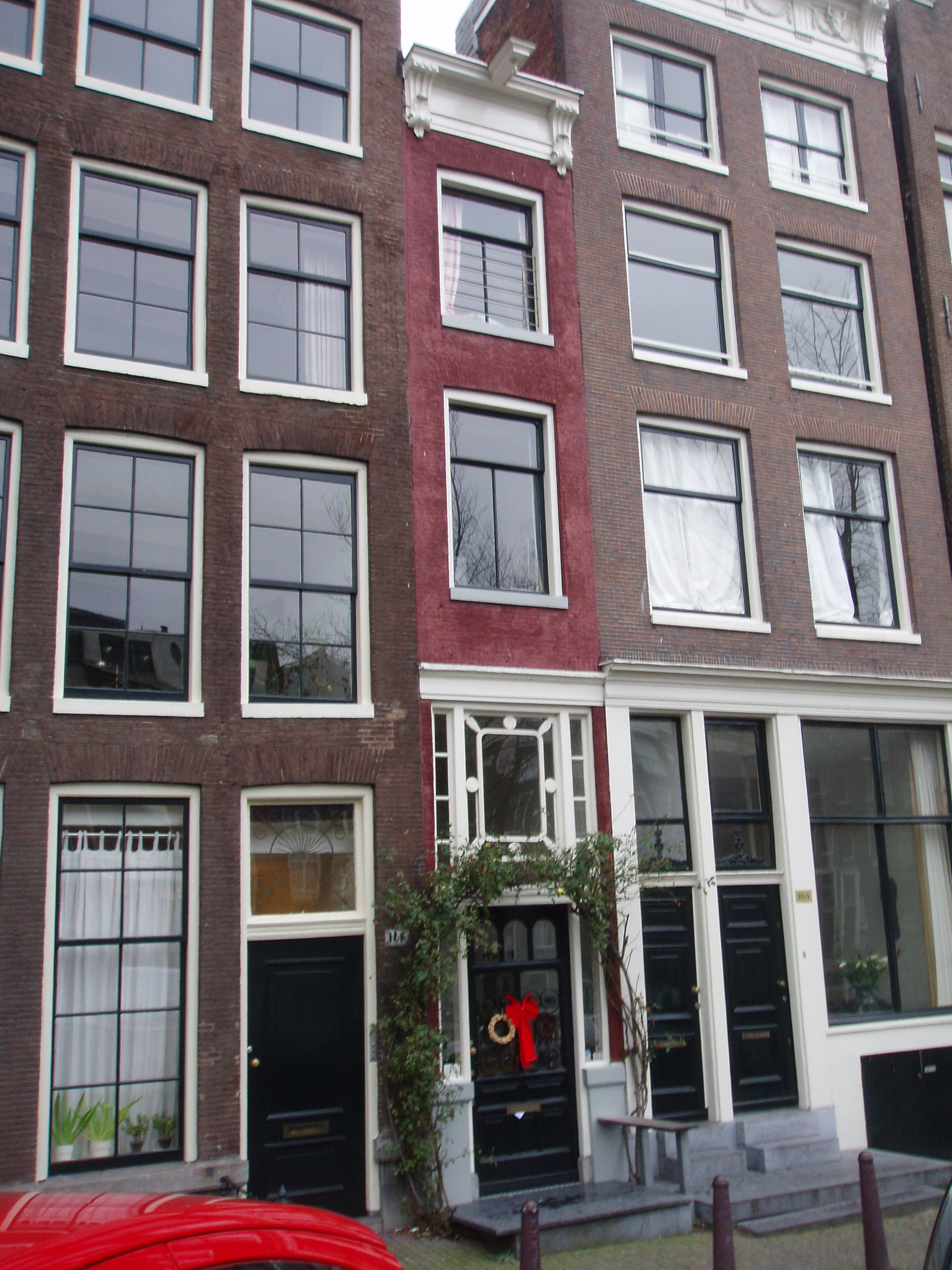
Singel 166.

Singel 166 is een huis op de Amsterdamse Singel, een grachtenpand. Het is een van de smalste huizen in Amsterdam. De voorgevel van dit huis is slechts 1.80 meter breed. De voorgevel van dit huis is een zogenaamde lijstgevel. Het huis staat schuin tegenover de Torensluis.
Het huis is driehoekig, 16 meter diep en aan de achterkant 5 meter breed
Het huis op Singel 166 is smal, echter nummer 7 heeft de smalste voorgevel van Amsterdam en Oude Hoogstraat 22 is het smalste huis van Amsterdam.